# Ti sento
Ti sento (Ik voel je) is een nummer van de Italiaanse muziekgroep Matia Bazar, afkomstig van het negende studioalbum Melanchólia uit 1985. Op 21 juni 1986 werd het nummer op vinylsingle uitgebracht.

## Achtergrond
De plaat werd in de zomer van 1986 een zomerhit in heel Europa, echter werd maar in een aantal.landen de hitlijsten bereikt. In thuisland Italië werd de nummer 1-positie bereikt, in Duitsland de 11e en in de Eurochart Hot 100 de 33e positie.
In Nederland was de plaat op vrijdag 11 juli 1986 Veronica Alarmschijf op Radio 3 en werd een gigantische hit in de destijds twee landelijke hitlijsten op de nationale publieke popzender. De Italiaanse plaat met op de B-kant de Engelse versie, bereikte in zowel de Nederlandse Top 40 als de Nationale Hitparade de 2e positie. In de Europese hitlijst op Radio 3, de TROS Europarade, bereikte de plaat de 13e positie.
In België bereikte de plaat zelfs de nummer 1-positie van zowel de voorloper van de Vlaamse Ultratop 50 als de Vlaamse Radio 2 Top 30. In Wallonië werd géén notering behaald.
De plaat was verder de enige hit die de band in geheel Europa scoorde.
In 2009 bracht de Duitse raveband Scooter een cover van de plaat uit waarin ook de oorspronkelijke zangeres van Matia Bazar, Antonella Ruggiero, meezong. Deze versie werd géén hit in Nederland en België en bereikte ook de hitlijsten niet. De plaat werd wél een hit in Duitsland, waar de 10e positie werd behaald.
In 1994 maakte Marco Borsato een Nederlandstalige cover van de plaat met de titel Zomaar een mens. Deze versie staat op het album Marco.

## Hitnoteringen

### Nederlandse Top 40
| Hitnotering: 19-07-1986 t/m 27-09-1986 | Hitnotering: 19-07-1986 t/m 27-09-1986 | Hitnotering: 19-07-1986 t/m 27-09-1986 | Hitnotering: 19-07-1986 t/m 27-09-1986 | Hitnotering: 19-07-1986 t/m 27-09-1986 | Hitnotering: 19-07-1986 t/m 27-09-1986 | Hitnotering: 19-07-1986 t/m 27-09-1986 | Hitnotering: 19-07-1986 t/m 27-09-1986 | Hitnotering: 19-07-1986 t/m 27-09-1986 | Hitnotering: 19-07-1986 t/m 27-09-1986 | Hitnotering: 19-07-1986 t/m 27-09-1986 | Hitnotering: 19-07-1986 t/m 27-09-1986 | Hitnotering: 19-07-1986 t/m 27-09-1986 |
| Week:                                  | 1                                      | 2                                      | 3                                      | 4                                      | 5                                      | 6                                      | 7                                      | 8                                      | 9                                      | 10                                     | 11                                     |                                        |
| -------------------------------------- | -------------------------------------- | -------------------------------------- | -------------------------------------- | -------------------------------------- | -------------------------------------- | -------------------------------------- | -------------------------------------- | -------------------------------------- | -------------------------------------- | -------------------------------------- | -------------------------------------- | -------------------------------------- |
| Positie:                               | 23                                     | 8                                      | 4                                      | 3                                      | 2                                      | 2                                      | 2                                      | 4                                      | 5                                      | 13                                     | 25                                     | uit                                    |

### Nationale Hitparade
| Hitnotering: 19-07-1986 t/m 27-09-1986 | Hitnotering: 19-07-1986 t/m 27-09-1986 | Hitnotering: 19-07-1986 t/m 27-09-1986 | Hitnotering: 19-07-1986 t/m 27-09-1986 | Hitnotering: 19-07-1986 t/m 27-09-1986 | Hitnotering: 19-07-1986 t/m 27-09-1986 | Hitnotering: 19-07-1986 t/m 27-09-1986 | Hitnotering: 19-07-1986 t/m 27-09-1986 | Hitnotering: 19-07-1986 t/m 27-09-1986 | Hitnotering: 19-07-1986 t/m 27-09-1986 | Hitnotering: 19-07-1986 t/m 27-09-1986 | Hitnotering: 19-07-1986 t/m 27-09-1986 | Hitnotering: 19-07-1986 t/m 27-09-1986 |
| Week:                                  | 1                                      | 2                                      | 3                                      | 4                                      | 5                                      | 6                                      | 7                                      | 8                                      | 9                                      | 10                                     | 11                                     |                                        |
| -------------------------------------- | -------------------------------------- | -------------------------------------- | -------------------------------------- | -------------------------------------- | -------------------------------------- | -------------------------------------- | -------------------------------------- | -------------------------------------- | -------------------------------------- | -------------------------------------- | -------------------------------------- | -------------------------------------- |
| Positie:                               | 5                                      | 4                                      | 2                                      | 2                                      | 3                                      | 3                                      | 7                                      | 8                                      | 21                                     | 31                                     | 42                                     | uit                                    |

### TROS Europarade
Hitnotering: 02-08-1986 t/m 11-10-1986. Hoogste positie: #13 (1 week).

### Vlaamse Radio 2 Top 30
| Hitnotering: 09-08-1986 t/m 11-10-1986 | Hitnotering: 09-08-1986 t/m 11-10-1986 | Hitnotering: 09-08-1986 t/m 11-10-1986 | Hitnotering: 09-08-1986 t/m 11-10-1986 | Hitnotering: 09-08-1986 t/m 11-10-1986 | Hitnotering: 09-08-1986 t/m 11-10-1986 | Hitnotering: 09-08-1986 t/m 11-10-1986 | Hitnotering: 09-08-1986 t/m 11-10-1986 | Hitnotering: 09-08-1986 t/m 11-10-1986 | Hitnotering: 09-08-1986 t/m 11-10-1986 | Hitnotering: 09-08-1986 t/m 11-10-1986 | Hitnotering: 09-08-1986 t/m 11-10-1986 |
| Week:                                  | 1                                      | 2                                      | 3                                      | 4                                      | 5                                      | 6                                      | 7                                      | 8                                      | 9                                      | 10                                     |                                        |
| -------------------------------------- | -------------------------------------- | -------------------------------------- | -------------------------------------- | -------------------------------------- | -------------------------------------- | -------------------------------------- | -------------------------------------- | -------------------------------------- | -------------------------------------- | -------------------------------------- | -------------------------------------- |
| Positie:                               | 25                                     | 9                                      | 6                                      | 3                                      | 1                                      | 2                                      | 1                                      | 4                                      | 5                                      | 22                                     | uit                                    |

### NPO Radio 2 Top 2000
| Nummer met noteringen in de NPO Radio 2 Top 2000 | '99 | '00  | '01 | '02 | '03 | '04  | '05  | '06  | '07  | '08  | '09  | '10  | '11  | '12  | '13  | '14  |
| ------------------------------------------------ | --- | ---- | --- | --- | --- | ---- | ---- | ---- | ---- | ---- | ---- | ---- | ---- | ---- | ---- | ---- |
| Ti sento                                         | 910 | 1010 | 938 | 684 | 996 | 1021 | 1515 | 1554 | 1902 | 1369 | 1865 | 1766 | 1871 | 1702 | 1638 | 1816 |

1. ↑  Een vetgedrukt getal geeft de hoogste notering aan.
2. ↑  Deze tabel is bijgewerkt tot en met de meest recente editie (2024).